# Hanbalisme

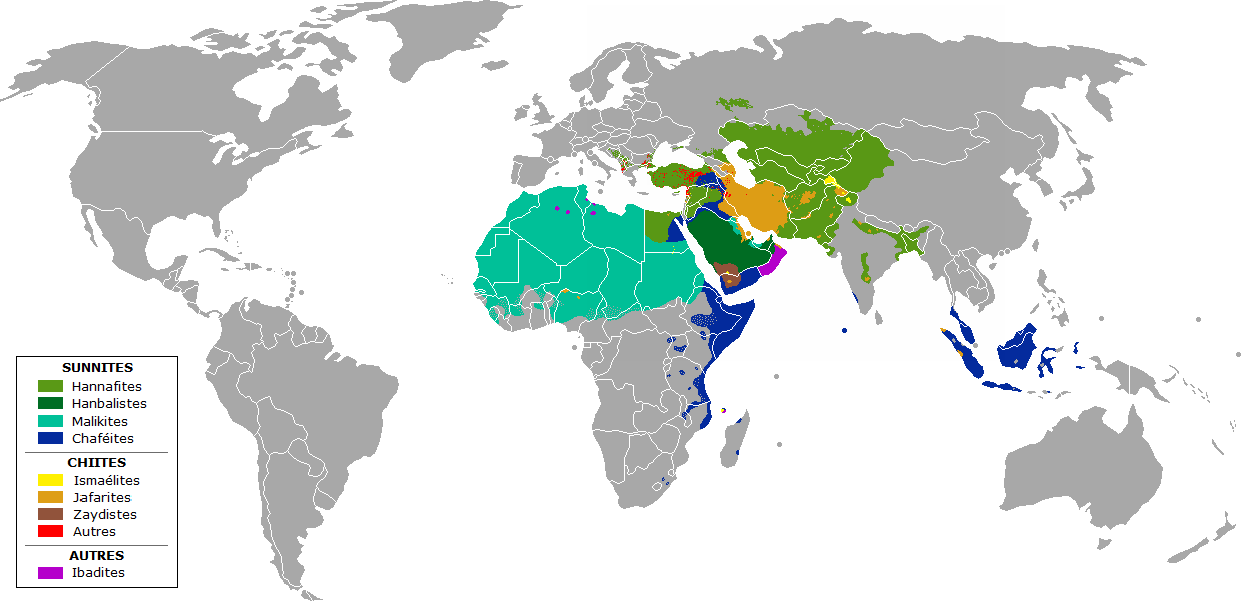
Répartition des écoles juridiques dans l'islam contemporain.

Le hanbalisme est, avec le malikisme, le hanafisme et le chaféisme, l'une des quatre écoles de jurisprudence (madhhab) de l'islam sunnite.
Prônant l'origine divine du droit en réaction au mutazilisme inspiré par la philosophie grecque du VIIIe siècle, le hanbalisme doit son nom à son théoricien, l'imam Ahmed ibn Hanbal (780-855). Ce dernier fut l'élève de l'imam ash-Shâfi'î, juriste fondateur de l'école chafi’ite.  
La méthodologie de l'école hanbalite se fonde, tout comme les autres écoles de jurisprudence sunnites, sur la supériorité du Coran puis des ahadith sur les autres sources de loi. Toutefois, le hanbalisme est critique du recours au raisonnement par analogie (qiyas) lorsqu'il entre en conflit avec des ahadhith. 
Le hanbalisme connaît une véritable période d'effervescence intellectuelle du XIe au XIIe siècle, notamment en Irak. Inspirés par la vie et le travail de l'imam Ahmed, le hanbalisme compte parmi ses penseurs des noms tels que Ibn Taymiyya, Ibn Aqil, Ibn Muflih Al Hanbali, Al-Khallal ou encore Ibn Rajab Al Hanbali. 
Parfois décrite comme l'école de jurisprudence la plus conservatrice en ce qui concerne les rites de l'islam sunnite, le hanbalisme est toutefois la plus libérale dans les pratiques commerciales. Cette école est aujourd'hui représentée essentiellement en Arabie saoudite, Bahreïn, aux Émirats arabes unis ou au Qatar. De plus, durant le XVIIIe siècle naît le courant réformiste du wahhabisme, se réclamant de l'école du hanbalisme. 
En 2016, un concile, inauguré par le grand imam de l'Azhar, Ahmed al-Tayeb, rassemblant 200 personnalités sunnites du monde entier, s'est réuni dans le but de définir l’identité de ceux qui se font connaître comme « les gens du sunnisme » par opposition aux différents groupes considérés égarés. À l'issue de leurs travaux, les dignitaires sunnites sont convenus qu'au niveau du droit, les hanbalites sont bien des gens du sunnisme mais que les wahhabites et salafistes en sont exclus,.

## Formation du madhhab
Ahmad ibn Hanbal, le fondateur de l’école hanbalite, était un disciple d'Ash-Shâfi'î. Comme Shâfi'î et Az-Zahiri, il était profondément préoccupé par l’extrême élasticité déployée par de nombreux fuqaha de son temps, qui utilisèrent leur discrétion pour réinterpréter les doctrines du Qorʾān et des ahadith pour répondre aux exigences des califes et des riches. Ibn Hanbal prônait le retour à une lecture littérale du Coran et des Hadiths. Influencé par les débats de son temps, il était connu pour rejeter les décisions religieuses (Ijtihad) du consensus des fuqaha de son temps, qu’il considérait comme une théologie spéculative (Kalâm). Le hanbalite Harawi (m. 1089) se méfiait du kalâm (théologie) qui cherche à justifier rationnellement les dogmes. Ibn Hanbal associa les fuqaha aux mu'tazila qu’il méprisait. Ibn Hanbal était également hostile aux principes discrétionnaires de la jurisprudence (Usul al-Fiqh), défendus principalement par les gens de la raison (en), établis par Abû Hanîfa, bien qu’il ait adopté la méthode d’Ash-Shâfi'î dans l’Usul al-Fiqh. Il a lié ces principes discrétionnaires au kalam. Son principe directeur était que le Qorʾān et la Sunna sont les seules sources appropriées de la jurisprudence islamique, qu’ils ont une autorité égale et qu’ils doivent être interprétés littéralement conformément au credo athariste. Il croyait aussi qu’il ne pouvait y avoir de véritable consensus (Ijmâ') entre les juristes (Moujtahidoune) de son temps et préférait le consensus des compagnons de Mahomet (Sahaba) et des hadiths plus faibles. L’imam Ahmad a lui-même compilé le Musnad, un texte avec plus de 30.000 dires, actions et coutumes de Mahomet.
Ibn Hanbal n’a jamais composé une théorie juridique systématique réelle de lui même, bien que ses disciples ont établi une méthode systémique après sa mort. Une grande partie du travail de préservation de l’école basé sur la méthode d’Ibn Hanbal a été établie par son élève Abu Bakr Al-Khallal (en); sa documentation sur les points de vue du fondateur a finalement atteint les vingt volumes. La copie originale de l’œuvre, qui était contenue dans la Maison de la sagesse, a été brûlée avec beaucoup d’autres œuvres littéraires lorsque l'armée d'Houlagou Khan assiégea Bagdad en 656 AH / 1258. Le livre n’a été conservé que sous une forme résumée par le faqih hanbalite al-Khiraqi, qui avait accès à des copies écrites du livre d’al-Khallal avant le siège.
Les relations avec le califat abbasside étaient difficiles pour les hanbalites. Sous la direction de l’érudit hanbalite Al-Hasan ibn 'Ali al-Barbahari (en), l’école formait souvent des foules de partisans à Bagdad au IVe / Xe siècle qui s’engageaient dans la violence contre d’autres sunnites soupçonnés de commettre des péchés ainsi que contre tous les chiites. Pendant qu’al-Barbahari dirigeait l’école de Bagdad, des boutiques ont été pillées, des femmes artistes ont été attaquées dans les rues, les doléances populaires parmi les classes inférieures ont été instrumentalisées comme source de mobilisation et le chaos public généralisé s'est ensuivi. Leurs efforts causeront leur propre perte en 323 AH / 935, quand une série d’invasions de domicile et d'émeutes de la part des partisans d’al-Barbahari en plus de points de vue perçus comme déviants conduisirent le calife Ar-Radi à condamner publiquement le madhhab dans son ensemble et à mettre fin à son patronage officiel par les organismes religieux de l’État. Lorsque les Abbassides créèrent la Haute Cour de justice, ils en exclurent ainsi systématiquement les juges hanbalites, ne laissant que ceux des trois autres madahib.

## Sources et méthodologie
Comme pour les autres madhhabs, l'enjeu est de fonder une méthode juridique permettant de juger et de légiférer en conformité avec l'Islam. Pour Ahmad, l'ordre des textes à consulter est le suivant :
1. Le Coran : c'est la source première qui prime en toutes circonstances.
2. La sunna : la sunna est l'autre source fondamentale, à la seule condition que, selon l'imam Ahmad, le hadith soit attribué directement au Prophète de l'islam.
3. L'Ijma' (consensus des compagnons) : l'opinion unanime des compagnons de Mahomet (sahaba) sur un point donné non mentionné dans une source précédente est la troisième source de droit. Cependant il rejette comme inexacte toute revendication d'ijmâ' autre que ceux des sahaba, car trop de savants sont éloignés les uns des autres, et obtenir un consensus est presque impossible.
4. L'opinion individuelle d'un compagnon : si des compagnons diffèrent sur un point, il accepte tous les avis tout comme l'imam Malik. On retrouve ainsi dans ce madhhab plusieurs avis pour un seul problème.
5. Le hadith faible (da'îf) : si, pour un cas à traiter, aucun des quatre principes précédents ne fournit de solutions, l'imam Ahmad préfère utiliser un hadith da'if plutôt que se fier à la déduction personnelle (qiyâs). Bien entendu, les narrateurs rapportant un tel hadith da'îf ne doivent pas être fâssiq (pervers) ou kadh'dhâb (menteurs). À noter que le hadith faible pour l'imam Ahmad est le hadith mursal et non pas le hadith faible comme nous le connaissons actuellement, car lui le rejetait tout simplement.
6. Le Qiyas (raisonnement par analogie) : en derniers recours, l'imam Ahmad applique ce principe bien qu'à contrecœur. Ce principe est celui qui permet la jurisprudence sur les cas non inclus dans le Coran; son rejet a pour but de limiter le plus possible l'innovation juridique par rapport à la charia[4].

### Postérité
Des orientalistes comme Henri Laoust, Georges Makdisi, Ali Merad ou Charles Saint-Prot ont démontré la richesse de la pensée du hanbalisme dont se sont souvent inspiré les grands réformistes du début du XXe siècle : Al Afghani, Mohammed Abdou ou encore Rashid Rida. Bien que minoritaire dans la population musulmane mondiale (8,5 %), le hanbalisme domine la Péninsule arabique (il est à l'origine du wahhabisme saoudien) et fait partie intégrante du soft power arabo-saoudien sur l'ensemble des pays musulmans.

## Élèves et juristes célèbres
- Abd al Qadir al-Jilani, fondateur de la tariqa soufie Qadiriyya
- Al Khiraqi
- Al Qâdî Abû Ya'lâ
- Ibn Qayyim al-Jawziyya
- Ibn Qudama Al-Maqdisi
- Ibn Rajab Al Hanbali (en)
- Ibn Taymiyya (mort en 728/1328).
- Sibt ibn al-Jawzi
- Zayn Ud Dîn Al Âmidî

### Quelques contemporains connus
- Abû Ja'far Al Hanbalî
- Muhammad Al Sayyîd al Azharî
- Yûsuf Ibn Sâdiq al Hanbalî
- Kâmila al Kawârî
- Mûsâ Furber
- Ahmad Al Qu'eymi
- Mutlaq Al Jaser
- Amer Al Bahjat
- Abdessalam Al Chuey'ir